# Колев, Неделчо
Неделчо Лазаров Колев (род. 26 марта 1953, Каблешково) — болгарский тяжелоатлет, двукратный чемпион Европы (1973, 1974), двукратный чемпион мира (1973, 1974) призёр Олимпийских игр (1980), многократный рекордсмен мира в отдельных упражнениях и сумме двоеборья. Заслуженный мастер спорта Болгарии (1973). Лучший спортсмен Болгарии 1973 года. Президент Федерации тяжёлой атлетики Болгарии (с 2011 года).

## Биография
Неделчо Колев родился 26 марта 1953 года в городе Каблешково. Вырос в Софии. В детстве увлекался гимнастикой, учась в шестом классе школы, начал заниматься тяжёлой атлетикой. Его первым тренером был Александр Иванов, потом с ним стал работать выдающийся болгарский специалист Иван Абаджиев.
Наибольших успехов добивался в 1973 и 1974 годах, когда ему удавалось побеждать и на чемпионатах Европы и на чемпионатах мира, бить мировые рекорды в обоих упражнениях и в сумме двоеборья. В последующие годы столкнулся с конкуренцией со стороны более молодого соотечественника Йордана Миткова, которому он уступил на чемпионате мира в Москве (1975) и проиграл борьбу за место в составе сборной Болгарии на Олимпийских играх в Монреале (1976).
В 1977 году его постигла неудача на чемпионате мира в Штутгарте, где он показал лишь четвёртый результат в рывке и не реализовал ни одной попытки в толчке. В 1979 году становился серебряным призёром на домашнем чемпионате Европы в Варне и на чемпионате мира в Салониках. В 1980 году получил право представлять Болгарию на Олимпийских играх в Москве и завоевал бронзовую медаль этих соревнований. За спортивную карьеру Колев установил 11 рекордов Мира (1974-1980).
После выступления на московской Олимпиаде завершил свою спортивную карьеру. В 1980-х годах занимался тренерской деятельностью в софийском ЦСКА и сборной Болгарии. В дальнейшем работал тренером в Бахрейне, Индии, Индонезии и Таиланде. С 2011 года является президентом Федерации тяжёлой атлетики Болгарии.